# Pintu Alas
Pintu Alas is een bestuurslaag in het regentschap Aceh Tenggara van de provincie Atjeh, Indonesië. Pintu Alas telt 525 inwoners (volkstelling 2010).